# Nelly Meden
Nelly Meden (geboren als Nélida Mabel Medina am 14. März 1928 in Rosario, Argentinien; gestorben am 7. November 2004 in Buenos Aires, Argentinien) war eine argentinische Filmschauspielerin.

## Leben
Bereits im Kindesalter trat sie im Kindertheater auf. 1949 debütierte sie im Club de Mujeres, einer Radiosendung, die von der Journalistin Mariofelia moderiert wurde.
Meden begann ihre Karriere Ende der 1940, als sie an einem Casting für den Film Los secretos del buzón teilnahm, der von Chas de Cruz organisiert wurde. Im selben Jahr gab sie ihr Theaterdebüt im Theaterstück Luna de miel para tres.
1952 trat sie als Hauptfigur im Film La melodía perdida auf. Ende der 1960er wanderte sie nach Mexiko aus. Auch dort konnte sie eine Theaterkarriere aufbauen. Im Jahre 1983 kehrte sie jedoch wieder nach Buenos Aires zurück. Dort trat sie dann auch wieder in verschiedenen Filmen auf.
Sie verstarb am 8. November 2004.

## Filmografie
- 1948: La serpiente de cascabel
- 1948: La hostería del caballito blanco
- 1948: Los secretos del buzón
- 1948: Se llamaba Carlos Gardel
- 1949: Nacha Regules
- 1950: Vivir un instante
- 1951: Especialista en señoras
- 1951: Cuidado con las mujeres
- 1951: La indeseable
- 1952: La melodía perdida
- 1953: El conde de Montecristo
- 1953: Del otro lado del puente
- 1954: Mujeres casadas
- 1954: En carne viva
- 1954: El cura Lorenzo
- 1956: El último perro
- 1958: Hay que bañar al nene
- 1960: Yo quiero vivir contigo
- 1960: Plaza Huincul (Pozo Uno)
- 1960: Todo el año es Navidad
- 1961: Male and Female Since Adam and Eve
- 1961: Esta tierra es mía
- 1961: Teleteatro Odol (TV-Serie, 3 Folgen)
- 1962: Silvia muere mañana (TV-Serie, 9 Folgen)
- 1965: Orden de matar
- 1966: Cuatro mujeres para Adán (TV-Serie, 3 Folgen)
- 1966: El ojo de la cerradura
- 1968: Su comedia favorita (TV-Serie, 1 Folge)
- 1969: Puente de amor (TV-Serie, 3 Folgen)
- 1969: El retrato de Dorian Gray (TV-Serie, 3 Folgen)
- 1970: La constitución (TV-Serie, 3 Folgen)
- 1971: Muchacha italiana viene a casarse (TV-Serie, 3 Folgen)
- 1972: Las gemelas (TV-Serie, 187 Folgen)
- 1972: El edificio de enfrente (TV-Serie, 1 Folge)
- 1972: El carruaje (TV-Serie, 44 Folgen)
- 1973: La hiena (TV-Serie, 190 Folgen)
- 1974: El chofer (TV-Serie, 3 Folgen)
- 1976–1977: Mañana será otro día (TV-Serie, 253 Folgen)
- 1977: La venganza (TV-Serie, 3 Folgen)
- 1979: Verónica (TV-Serie, 3 Folgen)
- 1978–1979: Pecado de amor (TV-Serie, 206 Folgen)
- 1980: Secreto de confesión (TV-Serie, 20 Folgen)
- 1981: Infamia (TV-Serie, 3 Folgen)
- 1984: Yolanda Luján (TV-Serie, 82 Folgen)
- 1986: Amor prohibido (TV-Serie, 77 Folgen)